# Ходзё Такатоки
Ходзё Такатоки (яп. 北条高時 хо:дзё: такатоки, 9 января 1304 — 4 июля 1333) — японский военный и государственный деятель периода Камакура, 14-й сиккэн и фактический правитель Японии (1316—1326).Последний представитель рода Ходзё.

## Биография
Представитель рода Ходзё. Третий сын Ходзё Садатоки (1271—1311), 9-го сиккэна Японии в 1284—1301 годах.
Ходзё Такатоки родился в 1304 году в городе Камакура, столице сёгуната. В 1309 году состоялась церемония его совершеннолетия, что значило возможность занимать государственные должности. После смерти своего отца в 1311 году Ходзё Такатоки унаследовал титул «токусо» (главы рода Ходзё), но это было формальностью. Титул сиккэна Такатоки не получил из своего малолетства. Только в 1316 году Такатоки был провозглашен новым сиккэном Японии под опекой своей бабки Адати Токиаки и министра Нагасаки Такасукэ. Однако Такатоки не мог выполнять свои обязанности по причине слабого здоровья. В 1318 и 1319 году Ходзё Такатоки уделял большое внимание конфликтам между религиозными сектами.
В 1324 году император Го-Дайго (1318—1339) стал готовиться к свержению сёгуната Камакура. В 1326 году Ходзё Такатоки из-за ухудшения здоровья отрекся от должности сиккэна в пользу своего родственника, Ходзё Садааки (1278—1333), но остался главой клана Ходзё. После отречения Ходзё Такатоки стал буддийским монахом. В 1331 году он призвал сиккэна Ходзё Моритоки (1326—1333) выступить против клана Хино, который поддерживал императора Го-Дайго. В то же время началось восстание императора против сёгуна. Род Ходзё смог подавить это восстание, а император Го-Дайго был отправлен в ссылку. В 1333 году Ходзё Такатоки поддержал кандидатуру Асикага Такаудзи в борьбе против войск императора Го-Дайго, который бежал с острова Оки. Но Асикага Такаудзи предал род Ходзё и двинулся на город Камакура, столицу сёгуната. Во время боёв за город Ходзё Такатоки покончил с собой. Его старший сын, Ходзё Кунитоки, погиб во время осады Камакуры, а младший сын, Ходзё Токиюки, бежал и позднее поднял мятеж против рода Асикага, но потерпел поражение и также погиб в 1353 году.